# Sabacon schawalleri
Espèce
Sabacon schawalleri est une espèce d'opilions dyspnois de la famille des Sabaconidae.

## Distribution
Cette espèce est endémique de la province de Koshi au Népal. Elle se rencontre dans les districts de Panchthar et de Taplejung.

## Description
Le mâle holotype mesure 2,6 mm et les femelles paratypes 2,5 et 2,6 mm.

## Systématique et taxinomie
Cette espèce a été décrite par Martens en 2015.

## Étymologie
Cette espèce est nommée en l'honneur de Wolfgang Schawaller.

## Publication originale
- Martens, 2015 : « Sabacon Simon, 1879 in the Palaearctic: A survey of new and known species from France, Nepal, India, China, Russia and Japan (Arachnida: Opiliones: Sabaconidae). » Biodiversität und Naturausstattung im Himalaya V, Naturkundemuseum, Erfurt, p. 167–210.